# 克里斯托弗二世

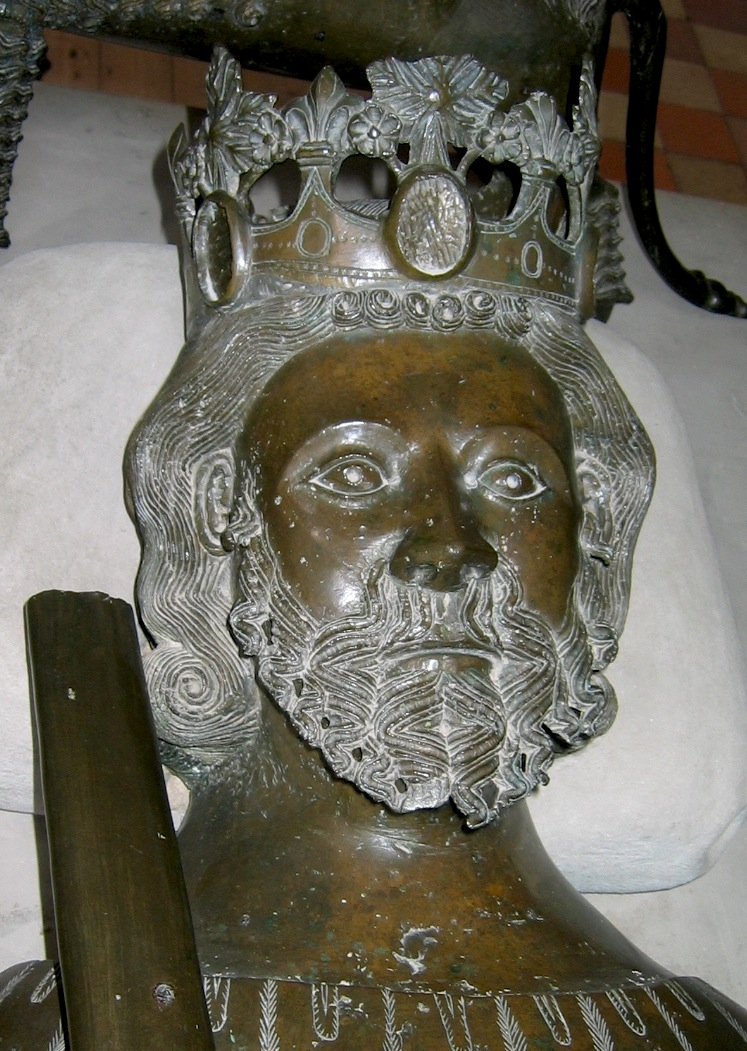
克里斯托弗二世的墳墓塑像

克里斯托弗二世（丹麥語：Christoffer 2；1276年9月29日—1332年8月2日，丹麥國王（1320年－1332年在位）。丹麥國王埃里克五世與勃蘭登堡藩侯約翰一世的女兒勃蘭登堡的艾格妮絲的次子。

## 登位
埃里克五世於1286年被弒後，兄長埃里克六世繼承父位，由母親勃蘭登堡的艾格妮絲攝政，而克里斯托弗被封為愛沙尼亞公爵。克里斯托弗起初在政治上支持兄長埃里克六世的統治，更於1294年逮捕國王的政敵隆德大主教格蘭德。但是其後他加入反對國王的勢力，更在1319年埃里克六世逝世時仍在外放。因為貴族們希望有一位弱勢的國王，所以在埃里克六世死後無嗣下於1320年1月推舉克里斯托弗二世為丹麥國王。克里斯托弗二世更被迫簽下與父親埃里克五世於1282年被迫簽訂類同的王室憲章。
克里斯托弗二世從兄長埃里克六世手上繼承了已經破產的丹麥王國，很多土地已經抵押給德意志和丹麥貴族。國王在徵稅、懲罰及任免主教和貴族、徵集軍隊的權力都被大大剝削，此情況延續至1660年。因為克里斯托弗二世不能向丹麥人民及貴族徵稅，他便向德意志地區的人民徵收很高的稅收以彌補。其後，克里斯托弗二世更專注攻擊德意志北部的諸侯，結果帶來新的抵押及稅收，與教會及貴族決裂。1326年，丹麥貴族聯合荷爾斯泰因-倫茨堡伯爵格哈德三世推翻了克里斯托弗二世。克里斯托弗二世被迫出逃，叛亂的貴族推舉前任國王艾貝爾的後代，年僅12歲的石勒蘇益格公爵瓦爾德馬五世為丹麥國王，是為瓦爾德馬三世，由身為舅父的格哈德三世攝政。瓦爾德馬三世簽署了憲章將石勒蘇益格公國分裂出丹麥王國，將石勒蘇益格公國交給格哈德三世，從此丹麥國王不再統治石勒蘇益格公國。1329年，因為格哈德三世與他的盟友荷爾斯泰因-基爾伯爵約翰一世爭奪利益，克里斯托弗二世被約翰一世擁立為傀儡國王，以取代瓦爾德馬三世。格哈德三世恢復瓦爾德馬三世為石勒蘇益格公爵，他將日德蘭半島成為個人財產，而約翰一世亦將菲因島及西蘭島據為己有。1331年，克里斯托弗二世追隨約翰一世與格哈德三世開戰，但是被擊敗並因雙方的協議中成為籌碼，雖然仍保留着國王的名號，但是克里斯托弗二世並無實權而且囚禁在洛蘭島的一個城堡中直至在翌年去世。
在克里斯托弗二世去世後的8年間，丹麥並沒有國王統治，由格哈德三世及約翰一世為首的德意志貴族分別統治丹麥各地，直至1340年，國家英雄尼爾斯·埃勃森殺了格哈德三世，克里斯托弗二世的幼子瓦爾德瑪·阿道戴才回到丹麥即位為國王。

## 家庭
- 波美拉尼亞的尤菲米亞（英语：Euphemia of Pomerania）（1285-1330）：1307年前結婚，波美拉尼亞-施托爾普公爵（英语：List of Pomeranian duchies and dukes）波吉斯瓦夫四世之女
  - 瑪格麗特（1305-1340）：上巴伐利亞公爵路德維希五世夫人
  - 埃里克（英语：Eric Christoffersen of Denmark）（1307-1331）：丹麥國王（與其父共治）
  - 奧托（英语：Otto, Duke of Lolland and Estonia）（約1310-1347後）：愛沙尼亞公爵（英语：Duke of Estonia）
  - 阿格尼斯（？-1312）
  - 海尔维格（約1315-？）
  - 瓦爾德瑪四世（1320-1375）：丹麥國王
    - 瑪格麗特一世（1353-1412）：挪威、瑞典暨丹麥女王